# Escape Room - The Game
Escape Room - The Game (Escape Room) è un film del 2017 scritto e diretto da Peter Dukes.